# Gren (plantedel)
 For alternative betydninger, se Gren. (Se også artikler, som begynder med Gren)
 "Forgrening" omdirigeres hertil. For andre betydninger af Forgrening, se Forgrening (flertydig).
En gren er en forveddet plantedel, som findes hos dværgbuske, buske og træer. Grenens funktion er at løfte bladene op forbi konkurrenternes blade. Den økologiske betydning af grene er altså at styrke planten i konkurrencen om lyset. Grenen grundlægges som en knop, der udvikles til et etårsskud. Derefter har grene kun længdevækst i spidsen af de følgende etårsskud. Derimod har grenen tykkelsesvækst, som lægges til i form af en ny årring hvert år. 
Træers og buskes kroner består af grensæt, der danner analoge løsninger på den samme udfordring. Forskellen er blot, at træerne (via udvikling af apikal dominans) har formået at danne en stamme, der løfter grensættet højt op over andre planters kroner. Det sted hvor en gren eller stamme deler sig til to eller flere grene, kaldes en forgrening.
Fordelen ved at kunne danne flerårige grene giver til gengæld nogle ulemper, som kun kan klares ved at planten ofrer af sin nettoproduktion:
1. Grenen skal holdes forsynet med kulhydrat
2. Grenen skal afstives og forankres, så den kan bære bladenes og sin egen vægt
3. Grenen skal kunne afkastes, når den ikke længere er rentabel
4. Grenen skal kunne overleve vinteren

Alt dette har planterne fundet løsninger på, løsninger der er afprøvet over millioner af år. Grenen er derfor en succeshistorie, som i øvrigt er gentaget flere gange ved konvergent udvikling.